# Prez (Fryburg)
Prez – szwajcarska gmina (fr. commune; niem. Gemeinde) w kantonie Fryburg, w okręgu Sarine. Powstała 1 stycznia 2020 z połączenia gmin Corserey, Noréaz oraz Prez-vers-Noréaz.

## Demografia
W Prez mieszkają 2454 osoby. W 2020 roku 14,8% populacji gminy stanowiły osoby urodzone poza Szwajcarią.

## Transport
Przez teren gminy przebiega droga główna nr 181. 